# Adrien Solis
Pour les articles homonymes, voir Solis.
Adrien Solis, né le 13 février 1969, est un acteur et metteur en scène français.

## Biographie
Très actif dans le doublage, il est notamment la voix française régulière de Noel Fisher.
Il est également connu pour être la voix française de plusieurs personnages principaux d'anime japonais tels que Yukio Okumura dans Blue Exorcist, Suzaku Kururugi dans Code Geass, Tetsuya Kuroko dans Kuroko's Basket, Raku Ichijo dans Nisekoi, Moritaka Mashiro dans Bakuman, Armin Arlert dans L'Attaque des Titans, Nagisa Shiota dans Assassination Classroom ou encore Ken Kaneki dans Tokyo Ghoul.

## Théâtre
- 1998 : Rendez nous prévert! créé et mis en scène par lui-même
- 1999 : Mais n'te promène… de Feydeau, mis en scène par lui-même
- 1999 : 6 Comédies de Sacha Guitry, mis en scène par lui-même
- 2000 : Les Puritains créé et mis en scène par David Noir
- 2001 : Les Justes Story créé et mis en scène par David Noir
- 2002 : Récital de chansons de femmes
- 2003 : Les Lyriques Shakers mis en scène par Sonia Codhant
- 2004 : Adrien Solis de lui-même

## Filmographie
Sauf indication contraire ou complémentaire, les informations mentionnées dans cette section proviennent de la base de données IMDb

### Cinéma

#### Court métrage
- 2003 : Mise en boite d'Émilie Watrin : le frère idiot[1]

### Télévision

#### Séries télévisées
- 2004 : Central nuit : un policier
- 2006 : Préjudices : un avocat commis d'office

#### Publicités
- Acadomia (2024)
- La Poste (2025)

## Doublage
Sources : RS Doublage, Anime News Network, Doublage Séries Database, Planète Jeunesse

### Cinéma

#### Films
- Jannis Niewöhner dans :
  - Whisper 2 (2015) : Milan
  - Vert émeraude (2016) : Gideon de Villiers
  - Whisper 3 : La Chevauchée sauvage (2017) : Milan

- Gregg Sulkin dans :
  - Don't Hang Up (2016) : Sam Fuller
  - Comme Cendrillon 5 : un conte de Noël (2019) : Dominic Wintergarden

- Mike Moh dans :
  - Once Upon a Time… in Hollywood (2019) : Bruce Lee
  - 47 Ronin - Le Sabre de la vengeance (2022) : Reo

- 1980[6] : Up the Academy : Chooch (Ralph Macchio)
- 1996 : Hard Gun : Sak (Tony Jaa)
- 2002 : Le Maître des sorts : Maxwell Maieck (Timothy Sultz)
- 2004 : Big Chuck, Little Chuck : Will Henderson (Tom Schultz)
- 2005 : Effets secondaires : Dr Feinstein (Christopher Karbo)
- 2005 : Very Bad Santa : Nicolas Yuleson (Douglas Smith)
- 2006 : Pope Dreams : Pete (Noel Fisher)
- 2007 : L'Empire des elfes : Flip (Aaron Taylor-Johnson)
- 2007 : Yakuza : L'Ordre du dragon : Kazuka (Haruhiko Katō) et un armurier (Yoshiyoshi Arakawa)
- 2007 : Ciao Stefano : Luca Nardini (Ricardo Bucchi)
- 2008 : Shred (en) : Mikey (Kyle Labine)
- 2008 : Blood Camp : Michael (Michael Werner)
- 2009 : Heartless : Lee Morgan (Luke Treadaway)
- 2009 : Never Surrender (en) : Richie (Eamon Glennon)
- 2010 : Final Storm : Graham Grady (Cole Heppell (en))
- 2011 : That's What I Am : Myron Stort (Raymond Philip Michael Diamond)
- 2011 : Rédemption : Les cendres de la guerre : Abel (Adam Chambers)
- 2011 : Haute Tension : Paul Dynan (Kevin Zegers)
- 2011 : Super Shark : Greg (Shane Van Dyke)
- 2012 : Nazis at the Center of the Earth : Dr Lucas Moss (Joshua Michael Allen)
- 2013 : Sons of Liberty : Dominic (Jaylen Moore)
- 2013 : Jack the Giant Killer : Jack Krutchens (Jamie Atkins)
- 2014 : The Mirror : Steve (Nate Fallows)
- 2014 : Zombeavers : Tommy (Jake Weary)
- 2014 : Jack : Danilo (Anthony Arnold)
- 2015 : The Stanford Prison Experiment : Hubbie Whitlow / 7258 (Brett Davern)
- 2015 : Dead Rising : Bruce (Peter Benson) et le soldat de bureau (Manny Jacinto)
- 2015 : Mourir, la belle affaire : un collégien (Darren Summersby) et le fils de la femme de la station-service (Garrett M. Ryan)
- 2015 : The Last Rescue (en) : Pvt. James Lewis (Cody Kasch)
- 2016 : Identities : Mark (Frank De Julio)
- 2016 : Amateur Night : Dan (Adrian Voo (en))
- 2016 : I Am Not a Serial Killer : John Wayne Cleaver (Max Records)
- 2016 : Roxxy : Daryl (Beau Knapp) et Jaden (Dominic Alexander)
- 2016 : Imperium : Nate Foster (Daniel Radcliffe)
- 2017 : The Clapper : Eddie Kruble (Ed Helms)
- 2017 : Another Wolfcop : Sydney Swallows (Yannick Bisson)
- 2017 : Le Rituel : Phil (Arsher Ali (en))
- 2017 : L'Attaque des donuts tueurs : Howard (Ben Heyman)
- 2018 : Crazy Rich Asians : Oliver T'sien (Nico Santos)
- 2021 : Confessions d'une fille invisible : ? (?)

#### Films d'animation
- 1991[n 1] : Les Chroniques d'Arslan - Film 1 : Ghib
- 1992[n 1] : Les Chroniques d'Arslan - Film 2 : Ghib
- 1994[n 2] : Sailor Moon S, le film : voix additionnelles
- 1995[n 2] : Sailor Moon Super S, le film : Banane
- 1996[7] : Lupin III: Mort ou vif : le prince Pannish
- 1999 : Sakura, chasseuse de cartes - le film : Voyage à Hong-Kong : voix additionnelles
- 2000[n 3] : One Piece, le film : Tobio
- 2001[n 3] : One Piece : L'Aventure de l'île de l'horloge : Akiss et Danny
- 2004[n 4] : One Piece : La Malédiction de l'épée sacrée : Tohma
- 2005[n 4] : One Piece : Le Baron Omatsuri et l'Île secrète : DJ Gappa et Rick
- 2006[8] : One Piece : Le Mecha géant du château Karakuri : Ratchet
- 2007 : 5 centimètres par seconde : Takaki Tōno et voix additionnelles
- 2009 : Evangelion: 2.0 You Can (Not) Advance : Kensuke Aida
- 2009 : Yona, la légende de l'oiseau-sans-aile : l'archange et gardien 1
- 2012 : Blue Exorcist, le film : Yukio Okumura[2]
- 2012 : La petite fille araignée : voix additionnelles (court métrage)
- 2013 : Hakuōki: Demon of the Fleeting Blossom: Wild Dance of Kyoto : Shinpachi Nagakura
- 2013 : Kick-Heart : le perroquet (court métrage)
- 2015 : Jun, la voix du cœur : Itsuki Mishima
- 2015 : Pigtails : le dentifrice (court métrage)
- 2015 : Psycho-Pass, le film : Sem
- 2016 : Bad Cat : Cartooniste
- 2016 : Assassination Classroom, le film : J-365 : Nagisa Shiota
- 2017 : Sword Art Online: Ordinal Scale : Kazuto « Kirito » Kirigaya
- 2017 : Kuroko's Basket Last Game : Tetsuya Kuroko
- 2019[9] : Code Geass: Lelouch of the Re;surrection : Suzaku Kururugi
- 2021 : Seven Deadly Sins, le film : Cursed by Light : Hendrickson
- 2022 : Seven Deadly Sins, le film : Grudge of Edinburgh - Partie 1 (en) : Hendrickson
- 2023 : Seven Deadly Sins, le film : Grudge of Edinburgh - Partie 2 (en) : Hendrickson

### Télévision

#### Téléfilms
- 2003 : Légions : Les Guerriers de Rome : Connach (Ben Faulks) et Didius (Gideon Turner)
- 2009 : Ma belle-fille est un homme : Murasaki (Maverick Quek)
- 2010 : Bella vita : Mark (Emil Reinke)
- 2012 : Ghoul : Doug Keiser (Jacob Bila)
- 2015 : Sharknado 3: Oh Hell No! : Billy (Jack Griffo)
- 2015 : Soldiers of the Damned : le major Hinrich Metzger (Lucas Hansen)
- 2016 : Tout pour ma fille : Peter (Benedikt Hösl)
- 2016 : Coup de foudre sous le sapin : le chauffeur énervé (Jeff Margolis)
- 2016 : Holiday Joy : M. Elderberry (Scott Thompson)
- 2022 : Rejoins-moi pour Noël : Giles (Richard Lee)

#### Séries télévisées
- Noel Fisher[4] dans (6 séries) :
  - The Riches (2007-2008) : Cael Malloy (20 épisodes)
  - Mentalist (2008) : Travis Tennant (saison 1, épisode 7)
  - Bones (2009) : Teddy Parker (saison 4, épisode 13)
  - New York, unité spéciale (2009) : Dale Stuckey (4 épisodes)
  - Terriers (2010) : Adam Fisher (épisode 7)
  - Criminal Minds: Suspect Behavior (2011) : Jason Wheeler (épisode 4)

- J. D. Walsh dans (4 séries) :
  - Les Experts (2008) : Eddie (saison 8, épisode 14)
  - Mentalist (2011) : Nate Glass (saison 4, épisode 3)
  - Bones (2013) : Dr Fred Dumaski (saison 8, épisode 19)
  - The Crazy Ones (2013-2014) : Randall (épisodes 3 et 15)

- André Dae Kim (en) dans (4 séries) :
  - Degrassi : La Nouvelle Génération (2016-2017) : Winston Chu (29 épisodes)
  - Salvation (2017-2018) : Dylan Edwards (7 épisodes)
  - The Detail (en) (2018) : Hugo (épisode 8)
  - Soupçon de magie (2020) : Zack (saison 6, épisode 6)

- Todd Sherry dans :
  - True Jackson (2009) : Todd (saison 1, épisode 12)
  - Raising Hope (2010) : Nick Darrow (saison 1, épisode 8)
  - Supergirl (2016) : le professeur Alphonse Luzano (saison 1, épisode 14)

- Jordan Calloway dans :
  - Allie Singer (2004-2007) : Zach Carter-Schwartz (41 épisodes)
  - Very Bad Nanny (2018) : Marcus (saison 2, épisode 18)

- Marshall Allman dans :
  - Mad Men (2009) : Danny Farrell (saison 3, épisode 10)
  - Philadelphia (2009) : Bezzy (saison 5, épisode 12)

- Michael Eklund dans :
  - Flashpoint (2009-2010) : Bruce DeMaura (saison 2, épisode 14 et saison 3, épisode 1)
  - The Bridge (2010) : Dex (épisode 3)

- Landon Liboiron dans :
  - Degrassi : La Nouvelle Génération (2009-2011) : Declan Coyne (67 épisodes)
  - Shattered (2011) : Ron Kelly (épisode 11)

- 2000 : Visions troubles : Darren Nesbitt (Greg Pitt)
- 2004 : Cracking Up : Ben Baxter (Jason Schwartzman) (10 épisodes)
- 2005 : Secrets de filles : Loon (Jamie A. Wilson) (saison 2, épisodes 3 et 14) et Jelly (Joseph Marsden) (saison 2, épisode 14)
- 2005 : Summerland : Joey Bedolla (Aaron Perilo) (saison 2, épisodes 2 et 3)
- 2005-2006 / 2016-2017 : Degrassi : La Nouvelle Génération : Linus (Ishan Davé) (saison 5, épisodes 10 et 14), Zigmund « Zig » Novak (Ricardo Hoyos) (35 épisodes)
- 2006 : Génial Génie : Billy (Robbie Jarvis) (saison 1, épisode 18)
- 2006 : Eureka : Putnam (Samuel Patrick Chu) (saison 1, épisode 3)
- 2006 : Stargate Atlantis : Amaris (Adam Bergquist) (saison 3, épisode 13)
- 2006-2008 : Zoé : Logan Reese (Matthew Underwood) (2e voix, saisons 3 et 4)
- 2007 : Derek : Wendel (Valentin Mirosh) (saison 3, épisode 9)
- 2008 : True Jackson : le skateboarder (Ryan Melander) (saison 1, épisode 4)
- 2009 : Urgences : Dylan (Jake Abel) (saison 15, épisode 14)
- 2009 : Stargate Universe : le caporal Gorman (Andrew Dunbar) (3 épisodes)
- 2009 : India, A Love Story : Indra (André Arteche) (87 épisodes)
- 2009 : Un palace pour deux : Juan Antonio Durán (Lincoln Palomeque) (4 épisodes)
- 2009 : Southland : Rashad (Brandon Oliver) et Lil' Wino (Gabriel Chavarria)
- 2009 : Lie to Me : l'étudiant du club de photo (Wayne Dalglish) (saison 1, épisode 1)
- 2009-2010 : iCarly : Griffin (Drew Roy) (saison 2, épisode 15 et saison 3, épisode 18)
- 2009-2012 : US Marshals : Protection de témoins : Scalfa (Arron Shiver) (saison 2, épisode 2), Walter Cooper-Bleymeyer (Esteban Powell) (saison 3, épisode 11), Henry Cook (Stafford Douglas) (saison 5, épisode 1) et le marshal (Elias Gallegos) (saison 5, épisode 4)
- 2009 / 2014 : Royal Pains : Stu (Hoon Lee) (saison 1, épisode 8) et Tommy (Ryan Dinning) (saison 6, épisodes 4 et 10)
- 2010 : The Bridge : Carl Harbin (Damon Runyan), Rookie (Michael Harrison) et voleur #2 (Richard Zeppieri) (épisode 1), Dennie (Brandon Ludwig) (épisode 2), Ron Archibault (Adam Butcher) et le frère du Dr Li (George Chiang) (épisode 6) et Nick Babchenko (Daniel Brière)
- 2010 : Les Enquêtes du commissaire Winter : Johan Näver (Julian Praetorius)
- 2010 : C.A. : Tommy, le coach de boxe (Patrice Godin) (saison 4, épisode 2)
- 2010 : Musée Éden : Étienne Monestie (Éric Bruneau)
- 2011 : La Gifle : Rocco (Raffaele Costabile) (mini-série)
- 2011 : 90210 Beverly Hills : Nouvelle Génération : le joueur de poker célèbre (Vinny Guadagnino) (saison 4, épisodes 8 et 12) et Matthew (Tom DeTrinis) (3 épisodes)
- 2011 : Supah Ninjas : James/Spider (Jonny Weston) (saison 1, épisode 5)
- 2011-2012 : Monroe : Dr Andrew Mullery (Andrew Gower) (12 épisodes)
- 2011-2012 : Heartland : Bryce (Jesse Hutch) (saison 4, épisode 16 et saison 5, épisode 12)
- 2011 / 2014 : Les Enquêtes de Murdoch : le garçon d'ascenseur (Joe MacLeod) (saison 4, épisode 5), M. Draper (Brian Sweetapple) (saison 4, épisode 6) et Arthur Elliot (Steven Yaffee) (saison 7, épisode 18)
- 2011-2015 : Rizzoli & Isles : Jonathan McKenna (Cameron Monaghan) (saison 2, épisode 5), Ben Dunn (Cody Klop) (saison 2, épisode 6), Ted (Sonny Kang) (saison 2, épisode 8), Graham Randall (Glen Powell) (saison 2, épisode 10), Reuben Sanchez (Carlito Olivero) (saison 3, épisode 13), Cecil « Spike » Wilson (Creagen Dow) (saison 6, épisode 1), Theo (Cody Sullivan) (saison 6, épisode 4) et Daniel O'Neill (Justin Castor) (saison 6, épisode 7)
- 2012 : Grimm : Hanson (Daryl Sabara) (saison 1, épisode 10)
- 2012-2014 : Real Humans : 100 % humain : Max (Christopher Wagelin) (8 épisodes) et Liam (Sami Al Fakir) (saison 2, épisodes 5 et 6)
- 2012-2014 : DCI Banks : Steven Morton (Matthew Newman) (3 épisodes)
- 2012-2017 : Bones : le fermier (J. P. Manoux) (saison 7, épisode 11), Liam Toynen (Michael Charles Roman) (saison 7, épisode 12), William Byers (Jonah Wharton) (saison 10, épisode 3), Tyler O'Brian (Adam Zastrow) (saison 10, épisode 17), l'agent Keene (Christian Telesmar) (saison 10, épisode 18) et le maître (Andrew Lutheran) (saison 12, épisode 10)
- 2012-2020 : Rita : Jeppe Madsen (Nikolaj Groth) (33 épisodes)
- 2013 : Arrested Development : l'acteur gay (Chad Hall) (saison 4, épisode 5), John Beard Jr. (Ben Schwartz) (saison 4, épisode 7), Perfecto Telles (Eli Vargas) (saison 4, épisode 12), Trippler (Zach Woods) (saison 4, épisode 14) et Paul « P-Hound » Huan (Richard Jin) (1re voix)
- 2013 / 2015 : Brooklyn Nine-Nine : Savant (Allen Evangelista) (saison 1, épisode 9 et saison 2, épisode 13)
- 2014 : The Tomorrow People : Avery (Ryan Beil) (épisode 16)
- 2015 : Brotherhood : Toby (Johnny Flynn) (8 épisodes)
- 2015-2017 : Empire : le journaliste de Fox News #2 (Ryan Kitley), Hans Jorgenson (Chris Ash) (saison 1, épisode 3), Brick (Corey Hendrix) (saison 1, épisode 4), Carlos (Alejandro Cordoba) (3 épisodes), le guitariste (Chase Smith) (saison 2, épisode 5), Tay-O (Tyler Ravelson) (8 épisodes) et Steve Cho (Mike Moh) (9 épisodes)
- 2016 : The Magicians : Ralphie (Oliver Mahoro Smith) (3 épisodes), Charlie Quinn (Ben Esler) (saison 1, épisode 3)
- 2016 : Lady Dynamite : Rafael (Marc Fajardo) (saison 1, épisode 6)
- 2016-2017 : La Doña : Jorge Moya (Gavo Figueira (es)) (70 épisodes)
- 2016-2017 : Supergirl : Brian (Josh Hallem) (6 épisodes) et le père (Byron Noble) (saison 2, épisode 15)
- 2016 / 2020 : Agatha Raisin : Andy Buckley (Calvin A. Dean) (saison 1, épisode 3), John Dewey (Richard Glover) (saison 3, épisode 3)
- 2017 : In the Dark (en) : Patrick Rushton (Robert Morgan), Ralph Pearce (Craig Whittaker) et Ray Jackson (Ben Smith) (mini-série)
- 2018 : Heathers : Kurt Kelly (Cameron Gellman) (7 épisodes) et Dathan (Josh Fadem (en)) (épisode 9)
- 2018 : Mr Inbetween : Lefty (Benedict Hardie) (saison 1, épisode 6)
- 2018 : Very Bad Nanny : Brian Chang (Ethan Josh Lee (en)) (saison 2, épisode 20)
- 2018-2021 : Soupçon de magie : le livreur (Mark MacRae) (4 épisodes), Dylan Tinsdale (JD Smith) (saison 6, épisode 5 et saison 7, épisode 3) et Bellhop (Jeremy Ferdman) (saison 6, épisode 9)
- 2019 : Chesapeake Shores : Keith Benson (Brandyn Eddy) (saison 4, épisode 1)
- 2019 : Le Renard : Jonas Hornig (Moritz Heidelbach) (saison 48, épisode 5)
- depuis 2019 : Grantchester : Larry Peters (Bradley Hall) (24 épisodes - en cours)
- 2020 : Stargirl : Technicien Empire (Fred Galyean) (saison 1, épisode 5)
- 2020 : SEAL Team : Elliot Mounds (Jack Griffo) (saison 3, épisodes 17 et 18)
- 2020 / 2022 : Young Sheldon : Nathan (Steve Burns (en)) (saison 3, épisode 11 et saison 5, épisode 12)
- 2021 : Thérapie alternative (es) : Jekko (Federico Sack) (3 épisodes)
- 2021 : What We Do in the Shadows : Wes Blankenship (Tyler Alvarez) (saison 3, épisode 2)
- 2022 : FBI: Most Wanted : Jericho Brown (Will Dagger) (saison 3, épisode 15)

#### Séries d'animation
- 1993-1995[10] : Les Chroniques d'Arslân : Ghib, Jimsa et Melrain (OAV)
- 1999-2000 : Excel Saga : Norikuni Iwata
- 1999-2001 : Hunter × Hunter : Kirua Zoldyck
- 2001 : Haré + Guu : Asio, Gupta et Robert
- 2001-2003 : Hikaru no Go : Waya
- 2002 : Paradise Kiss : Konishi
- 2002 : Le Secret du sable bleu : Mousse
- 2002 : Les Nimbols : ?[11]
- 2002-2003 : Gundam SEED : Tolle Koenig
- 2002-2003 : Kiddy Grade : Sinistra, Tim (épisode 7)
- 2002-2003 : Captain Herlock: The Endless Odyssey : Takematsu (OAV)
- 2002-2004 : Tracteur Tom : Greg
- 2003 : Fullmetal Alchemist : Russell Tringham (épisode 11)
- 2003-2004 : Hunter x Hunter : Greed Island : Kirua Zoldyck (OAV)
- 2003-2006 : Bébé Clifford : Ivan
- 2004 : Samurai champloo : Sōsuke Kawara (épisodes 3 et 4)
- 2004 : Space Symphony Maetel : Jim, Oliver (épisode 3)
- 2004-2007 : Maya et Miguel : Andy
- 2006 : La Mélancolie de Haruhi Suzumiya : le professeur du club informatique
- 2006-2007 : Kiba : Noah
- 2006-2008 : Code Geass : Suzaku Kururugi
- 2010 : Maid Sama! : Hinata Shintani
- 2010 : Robot Chicken: Star Wars : voix diverses (épisode spécial)
- 2010 : Le Petit Prince : Amstram (épisode B723 Planète des Carapodes)
- 2010-2012 : Bakuman. : Moritaka Masahiro
- 2010-2015 : Umizoomi : voix additionnelles
- 2010-2020 : Le Livre de la jungle : Tabaqui, Bala et voix témoins
- 2011-2012 : Beelzebub : Kazuya Yamamura
- 2011-2012 : ThunderCats : Lion-O
- 2011-2014 : Hunter x Hunter : Milluki Zoldyck, Kurotopi, Ikarugo et Koruto
- 2011-2015 : One Piece : Sabo (1re voix, adulte et enfant, épisodes 494 à 707[2])
- 2011-2024 : Blue Exorcist : Yukio Okumura
- 2012-2013 : Victory Kickoff!! : Tarō Uematsu
- 2012-2013 : Magi : Ja'far, Ren Hakuryū et Ahbmad Saluja
- 2012-2014 : Initial D : Shinji Inui, Shuichi Matsumoto et Wataru Akiyama
- 2012-2015 : Kuroko's Basket : Tetsuya Kuroko
- 2012-2015[n 5] : Black Dynamite : Kurtis la grenouille
- 2012-2016 : Le Ranch : Angelo
- 2012-2019 : Fairy Tail : Roméo Combolt (2e voix, adulte uniquement), Franmalth et Sardean/Uosuke
- 2013 : P'tit Cosmonaute : Boss Spanner et Beta
- 2013-2014 : Tenkai Knights : voix additionnelles
- 2013-2015 : Log Horizon : Camus, Shunichi et voix additionnelles
- 2013-2016 : Code Geass: Akito the Exiled : Suzaku Kururugi, David, Simon Mericourt et Stéphane Malcal (OAV)
- 2013-2017 : L'Attaque des Titans : Armin Arlelt (1re voix, saisons 1 et 2)
- 2014 : Sword Art Online : Kazuto « Kirito » Kirigaya (2e voix, saison 2[1])
- 2014 : Space Dandy : Miaou, Register (épisode 13)
- 2014 : Nisekoi : Raku Ichijō
- 2014 : Black Butler: Book of Circus : Dagger
- 2014 : Black Butler: Book of Murder : Arthur Conan Doyle (OAV)
- 2014[n 6] : Mr. Pickles : Boss (saison 1)
- 2014-2015 : Tokyo Ghoul : Ken Kaneki (saisons 1 et 2)
- 2014-2018 : Yo-kai Watch : Feulion et Chaipo
- 2014-2021 : Seven Deadly Sins : Hendrickson, Alioni, Kyle, Puora et Solaseed
- 2015 : One Punch Man : Speed O'Sound Sonic
- 2015 : Seraph of the End : Mikael Hyakuya
- 2015-2016 : Assassination Classroom : Nagisa Shiota
- 2015-2016 : Concrete Revolutio : Yumihiko Otanashi, Buna Morino et le journaliste télé
- 2016 : Dinotrux : Lloyd (saison 2, épisode 5)
- 2016-2017 : All Out!! : Mutsumi Hachiōji
- 2018 : Super Drags : Patrick / Lemon Chiffon
- 2018-2021 : Chip et Patate : Yannick Hyène et Dylan
- 2020 : Noblesse : Ludis Mergas
- 2020 : Ghost in the Shell: SAC 2045 : voix additionnelles
- 2021 : Musclor et les Maîtres de l'univers : Orko
- 2021 : Mumfie : Chatelain
- 2022 : The Dawn of the Witch : Saybil
- 2024 : Mashle : Carpaccio Royan
- 2024 : Four Knights of the Apocalypse : Hendrickson (saison 2)
- 2024 : Code Geass: Rozé of the Recapture (en) : Suzaku Kururugi
- 2024-2025 : Fairy Tail: 100 Years Quest : Romeo Combolt et Bob jeune

#### Émission télévisée
- 1997-2006 : Jeu de Bleue : lui-même (Steve Burns) (2e voix, à partir de l'épisode 26)

#### Animation parodique
- Asuna et Kirito Divorcent animation de Daitomodachi sur YouTube : Kirito (voix française)

### Jeux vidéo
- 2005 : Food Force : Joe
- 2005 : Cold Fear : Friedman
- 2005 : Talkman : Max
- 2011 : Dragon Age 2 : voix additionnelles
- 2012 : Halo 4 : Miller
- 2017 : Yo-kai Watch 2 : Esprits farceurs : voix additionnelles
- 2018 : Assassin's Creed Odyssey : Odessa
- 2018 : Yo-kai Watch Blasters : voix additionnelles
- 2021 : Forza Horizon 5 : Ramiro